# Diário de Notícias
Le Diário de Notícias est un quotidien généraliste portugais, fondé à Lisbonne le 29 décembre 1864 par Tomás Quintino Antunes et Eduardo Coelho. Il s'agit du journal le plus ancien du pays et son rédacteur en chef est João Marcelimo. En octobre 2012, il tire à 45 500 exemplaires.

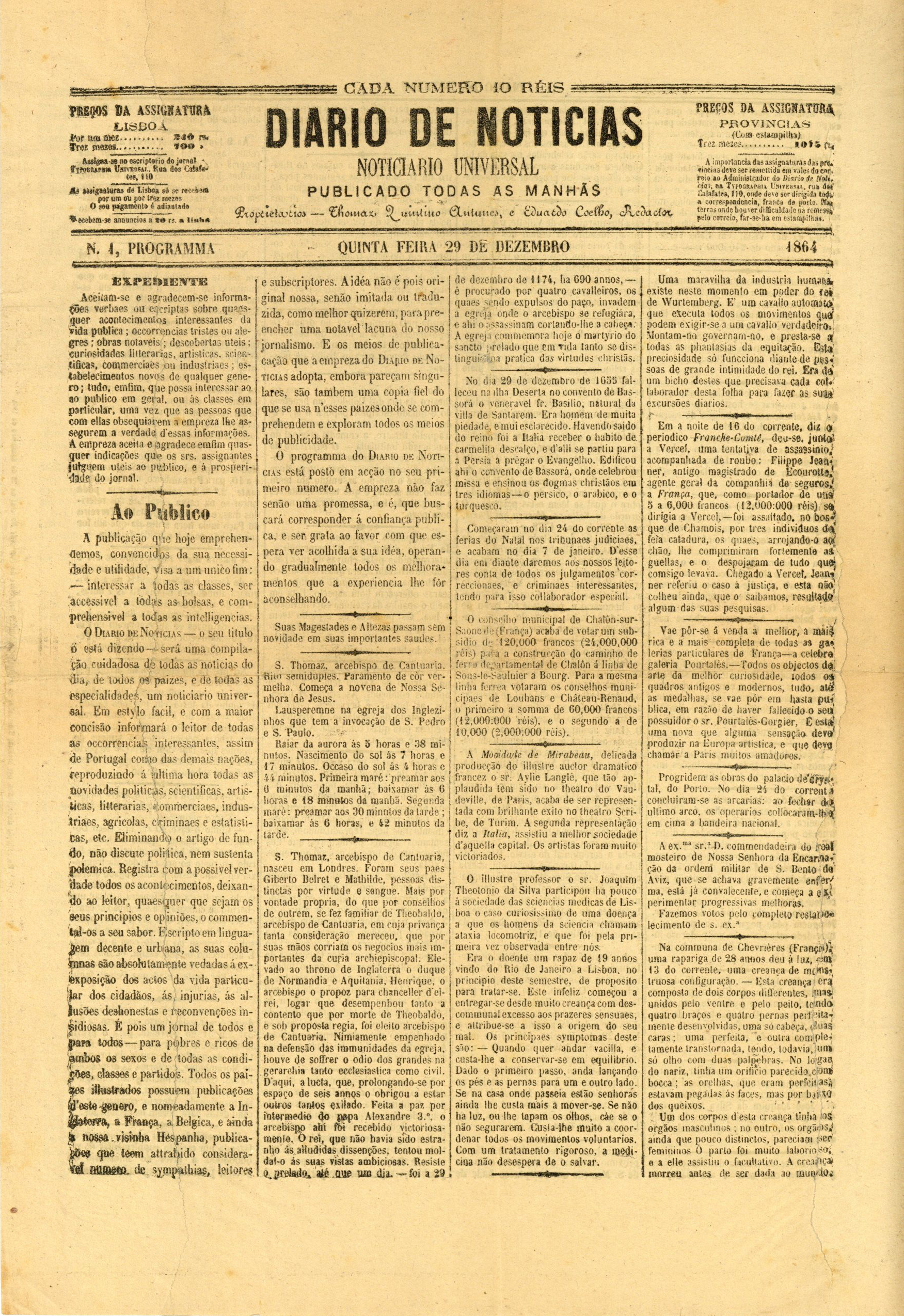
Premier numéro du Diário de Notícias en 1864